# Монтане, Жак Бернар Мари
Жак Берна́р Мари́ Монтане́ (фр. Jacques Bernard Marie Montané; 5 января 1751, Тулуза — 17 ноября 1814, Париж) — французский юрист. Адвокат в Тулузе, с 1773 года служил в гражданском и уголовном трибунале Тулузы, в 1790—1792 гг. был мировым судьёй. Избранный 13 марта 1793 года третьим судьёй Революционного трибунала, стал его первым Президентом после отказа первых двух судей. Председательствовал на процессах трибунала с марта по июль 1793 года. Обвинённый Фукье-Тенвилем в «контрреволюционной снисходительности» к Шарлотте Корде, убившей Марата, он был отстранён от должности, арестован по декрету Конвента 30 июля 1793 года и посажен в тюрьму Ла-Форс, в которой провёл больше года. Хотя после Термидорианского переворота ему удалось оправдаться и получить свободу, к высоким должностям его больше не допускали. Его следы потерялись после 1805 года.